# You Don't Know
«You Don't Know» es el primer sencillo de la compilación de Eminem, del álbum Eminem Presents: The Re-Up. Cuenta con las colaboraciones de 50 Cent, Lloyd Banks y Tony Yayo de G-Unit y un nuevo miembro Ca$his de Shady Records. El sencillo muestra la relación entre G-Unit y Shady Records.

## Posicionamiento en listas
| Listas (2006)                             | Mejor posición |
| ----------------------------------------- | -------------- |
| Irlanda (IRMA)                            | 5              |
| Estados Unidos (Billboard Hot 100)        | 12             |
| Estados Unidos (Hot R&B/Hip-Hop Songs)    | 87             |
| Estados Unidos (Pop 100)                  | 16             |
| Noruega (VG-lista)                        | 7              |
| Reino Unido (The Official Charts Company) | 32             |

## Certificaciones
| País           | Organismo certificador | Certificación | Ventas certificadas | Ref.  |
| -------------- | ---------------------- | ------------- | ------------------- | ----- |
| Reino Unido    | BPI                    | Plata         | 200 000             | [ 6 ] |
| Estados Unidos | RIAA                   | Platino       | 1 000               | [ 7 ] |